# Przedni Staw Polski
Der Przedni Staw Polski (Vorderer Polnischer See) in Polen ist ein Gletschersee im Dolina Pięciu Stawów Polskich (Tal der fünf polnischen Seen) in der Hohen Tatra. Er befindet sich in der Gemeinde Bukowina Tatrzańska und ist über einen Wanderweg erreichbar. Das Wasser des Sees fließt über die Roztoka in den Wielki Staw Polski (Großer Polnischer See). Unweit des Sees befindet sich die Schronisko PTTK w Dolinie Pięciu Stawów Polskich (PTTK-Berghütte Tal der Fünf Polnischen Seen).

## Belege
- Zofia Radwańska-Paryska, Witold Henryk Paryski, Wielka encyklopedia tatrzańska, Poronin, Wyd. Górskie, 2004, ISBN 83-7104-009-1.
- Tatry Wysokie słowackie i polskie. Mapa turystyczna 1:25000, Warszawa, 2005/06, Polkart ISBN 83-87873-26-8.